# Vallourec
Vallourec S.A. — французский производитель стальных труб. Является одним из мировых лидеров в сфере производства стальных бесшовных труб, предназначенных для нефтегазового сектора, а также других отраслей промышленности. Акции компании обращаются на бирже Euronext Paris, крупнейшим акционером является группа ArcelorMittal (28,4 %). Штаб-квартира расположена в коммуне Мёдон (пригород Парижа).

## История
Компания была образована в 1957 году слиянием Société des Tubes de Valenciennes и Société Louvroil-Montbard-Aulnoye. Эти две компании, в свою очередь, вобрали в себя ряд металлургических предприятий, основанных в конце XIX века. Название Vallourec появилось в 1930 году и было образовано из названий городов, где находились предприятия (Valenciennes, Louvroil, Recquignies — Валансьен, Лувруаль и Рекиньи). В том же 1957 году акции компании были размещены на Парижской фондовой бирже, крупнейшим акционером стала французская сталелитейная группа Usinor. В 1976 году началось технологическое партнёрство с японской компанией Sumitomo Metal Industries.
В 1990-х годов началось расширение деятельности в другие страны, если в начале десятилетия на Францию приходилось более половины выручки, то в конце — всего 15 %. В 1994 году был куплен расположенный в Шотландии трубный завод, принадлежавший British Steel. В 1997 году было создано совместное предприятие с Mannesmann, названное Vallourec & Mannesmann Tubes (V&M Tubes). В 2005 году французская компания выкупила долю партнёра, а в 2013 году эта корпоративная единица получила название Vallourec Deutschland.
В 2002 году у North Star Steel Company было куплено 2 завода а США (в штатах Огайо и Техас). В 2007 году был открыт завод в Чанчжоу (КНР). В апреле 2010 года представители компании объявили о приобретении 100 % акций французской компании Serimax — мирового лидера в автоматической сварке трубопроводов. В 2011 году в бразильском штате Минас-Жерайс был открыт металлургический комбинат Vallourec & Sumitomo Tubos do Brasil. Также в 2011 году был куплен крупнейший в Саудовской Аравии производитель бесшовных труб Saudi Seamless Pipes Factory Company. Ещё одним приобретением 2011 года была доля в китайском производителе труб Tianda Oil Pipe Company, в 2017 году он был поглощён полностью.
В 2023 году Vallourec прекратила производство бесшовных труб в Германии. В 2024 году металлургическая компания ArcelorMittal купила у Apollo Global Management пакет акций Vallourec.

## Деятельность
Vallourec специализируется на трубах для нефтегазодобычи, включая трубы как для скважин, так и для трубопроводов. Для соединения труб используется технология VAM, разработанная и запатентованная компанией в 1965 году. Металлургические предприятия компании имеются в США, Бразилии, Мексике, Франции, Саудовской Аравии, КНР и Индонезии. Кроме этого, компания в Бразилии ведёт добычу железной руды и имеет участок эвкалиптового леса.
Продажи стальных изделий в 2023 году составили 1,55 млн т, выручка — 5,11 млрд евро, в том числе трубы для нефтегазового сектора принесли 3,92 млрд евро, трубы для других отраслей промышленности — 0,88 млрд евро. Распределение выручки по регионам: Европа — 9 %, Северная Америка — 49 %, Ближний Восток — 13 %, Азия — 6 %, Южная Америка — 18 %, другие регионы — 5 %.